# Тропа Клинка (6-й этап)
Тропа клинка (нем. Klingenpfad) — круговой маркированный многодневный пешеходный маршрут вокруг города Золинген (Северный Рейн-Вестфалия, Германия), проложенный в 1933—1935 годах. Шестой этап маршрута, протяжённостью 8,0 км проходит между населёнными пунктами Виддерт (Widdert) и Ауфдерхёэ (Aufderhöhe), по долине реки Вуппер.

## Общая характеристика
Шестой этап начинается крутым спуском от троллейбуса в долинку ручья Кальтенталер Бах (Kaltentaler Bach). Но тропа не уходит вниз к Вупперу, а извивается на высоте, преодолевая глубокие долинку небольших ручьёв. На одном из поворотов открывается замечательный вид на долину Вуппера, где оборудовано место для отдыха. Далее через лесной массив следует высота Фридриха, на которую к старому дубу ведёт короткий, но крутой подъём мимо заброшенного фахверкового здания. Чуть дальше открывается дальняя перспектива вплоть до Леверкузена.
Отсюда Тропа Клинка на время покидает долину Вуппера и уходит к центру Золингена. Она пересекает небольшой овраг ручья Хинтермайсвинклер Бах (Hintermeiswinkler Bach) и выходит на открытые пространства. Далее, минуя посёлок Лахе (Lache), туристы уходят на крутую тропу, спускающуюся в долину ручья Вайнсбергер Бах (Weinsberger Bach).
На хуторе Штрупсмюлле (Strupsmülle) туристы упираются в забор. Тропа Клинка перекрыта в той части, где она проходит по частной территории. Владелец участка объясняет это своим правом частного собственника и тем, что туристы портят его собственность. Соседи и туристы жалуются на то, что им приходится теперь обходить этот участок по неприспособленной тропе в болотистой низине с опасным спуском. Правительство Золингена пока не может решить этот вопрос в пользу Тропы Клинка. В 2016 году продолжается сбор подписей в пользу открытия Тропы Клинка на этом участке.
Тропа выводит к старому посёлку Виппе, специализировавшемуся на заточке и шлифовке золингенской стали. Туристы спускаются к Вупперу, на котором устроен искусственный порог с целью отвода воды к действующей мастерской-музею Випперкоттен (Wipperkotten), находящейся в частной собственности. Чуть дальше — исторические строения посёлка Вупперауэ (Wupperaue). Через сотню метров — исторические строения посёлка Хазенмюлле (Haasenmühle), от которого узкая опасная тропа уходит серпантином вверх к асфальтовой дороге, ведущей к Ауфдерхёэ (Aufderhöhe).

## Вертикальный профиль
На шестом этапе спуски преобладают над подъёмами. На три продолжительных спуска приходится только один продолжительный подъём В целом общий набор высоты составляет 279 метров, а общая величина спуска — 334 метра. В пересчёте на километр пути это даёт 34,9 метра подъёма и 40,5 метра спуска. Этап характеризуется постепенным выходом Тропы Клинка из низкогорья на возвышенную холмистую равнину. Это приводит к увеличению количества небольших подъёмов и спусков.

## Состояние проходимости и маркировки
Этап проходим круглогодично, используются в основном широкие и ухоженные лесные дороги, но в случае длительной непогоды могут возникнуть проблемы с преодолением двух небольших участков:
- На хуторском поселении Штрупсмюлле (Strupsmülle). Здесь всего две небольшие усадьбы. Одна из них — № 1а — перекрыла воротами историческую тропу Клинка, что само по себе неприемлемо для проходящих групп туристов. Они вынуждены обходить участок усадьбы по заливаемой узкой болотистой пойме, причём рискованным является крутой спуск на пойму. Этот участок является пока бездорожьем, что вызывает серьёзные нарекания туристов и по состоянию на 2016 год происходит сбор подписей под воззвание или открыть Тропу Клинка или построить безопасный проход мимо усадьбы № 1а.
- Участок крутого подъёма от хутора Хазенмюлле (Haasenmülle) к Ауфдерхёэ (Aufderhöhe) сразу после пересечения Ляйхлингер Штрассе (Leichlinger Straße). Здесь тропа поднимается крутым серпантином и почти полностью разрушена водными потоками.. Она плохо преодолима при затяжных дождях.

Качество маркировки маршрута (латинская буква «S» на чёрном фоне) позволяет проходить его без карты, но требует постоянного внимания к маркировке на развилках дорог или троп. Перед прохождением этапа необходимо ознакомиться с картой. Маршрут можно проходить и в обратном направлении, поскольку имеется обратная маркировка (может использоваться для коррекции правильности направления движения).

## Эстетическая, оздоровительная и познавательная ценность
Шестой участок Тропы Клинка имеет характер, приближённый к идеальному для полугорных и низкогорных туристских маршрутов. Здесь присутствуют все четыре необходимые компонента: историческая достопримечательность (действующая мастерская-музей Випперкоттен (Wipperkotten), обширные хвойные леса, водные ресурсы (река Вуппер, лесные ручьи) и красивые полугорные ландшафты.